# 國定古蹟
國定古蹟是指由中華民國政府依據《文化資產保存法》審查指定並辦理公告的人類為生活需要所營建之具有歷史、文化價值之建造物及附屬設施群，屬「古蹟、歷史建築、聚落」類文化資產古蹟型。文化資產（古蹟、歷史建築、聚落類）中央主管機關為文化部（2005年10月31日以前為內政部）。
按《文化資產保存法施行細則》規定，在1997年6月30日以前公告之第一級古蹟視為國定古蹟；省轄第二級古蹟視為省定古蹟。由於精省作業之需要，視為省定古蹟之省轄第二級古蹟及自1997年7月1日起公告之省定古蹟，自1999年7月1日起視為國定古蹟。
此外，2005年2月5日修正之《文化資產保存法》也規定，该法修正前公告之古蹟，其屬傳統聚落、古市街、遺址及其他歷史文化遺蹟者，由主管機關自该法施行之日（即2005年11月1日）起六個月內依该法規定，完成重新指定、登錄及公告程序。2006年5月1日，經行政院文化建設委員會公告，鳳鼻頭（中坑門）遺址等六處國定古蹟重新指定為國定遺址；同年6月26日，該會公告廢止圓山遺址等6處國定古蹟。
2023年「臺灣城殘蹟」併入「熱蘭遮城城垣暨城內建築遺構」，並修改名稱為「熱蘭遮堡遺構」。
目前國定古蹟共有108處。

## 國定古蹟
「第一級古蹟」、「省轄第二級古蹟」和「省定古蹟」現已統稱「國定古蹟」。
- 專賣局（煙酒公賣局） 980610
- 台灣總督府博物館（國立臺灣博物館）
- 金廣福公館（含天水堂）[註 1]
- 總統府 980730
- 監察院
- 行政院
- 台北賓館
- 司法院
- 馬公金龜頭礮臺 011121
- 湖西拱北礮臺
- 馬公風櫃尾荷蘭城堡
- 嚴家淦故居 020123
- 竹仔門電廠 031028
- 原臺南州廳 031110
- 原臺南測候所
- 原日軍步兵第二聯隊營舍
- 臺灣煉瓦會社打狗工場（中都唐榮磚窯廠） 050311
- 士林官邸 050525
- 嘉義舊監獄 050526
- 原臺南水道 050929
- 臺灣總督府交通局鐵道部（廳舍、八角樓男廁、戰時指揮中心、工務室、電源室、食堂） 070525
- 中正紀念堂 071109
- 原日本海軍鳳山無線電信所 100830
- 麥寮拱範宮 120718
- 東引島燈塔
- 陳悅記祖宅180822
- 林本源園邸
- 鹿港天后宮
- 臺北機廠舊址

- 赤崁樓 831228
- 淡水紅毛城
- 二鯤鯓礮臺（億載金城）
- 澎湖天后宮
- 台南孔子廟
- 鹿港龍山寺
- 祀典武廟
- 西嶼西臺
- 臺灣城殘蹟（熱蘭遮堡遺構）
- 基隆二沙灣礮臺（海門天險）
- 五妃廟
- 彰化孔子廟
- 王得祿墓
- 台北府城門－北門、東門、南門、小南門
- 邱良功母節孝坊 850819
- 大天后宮（寧靖王府邸）
- 鳳山縣舊城
- 八通關古道 870417
- 西嶼東臺 911123

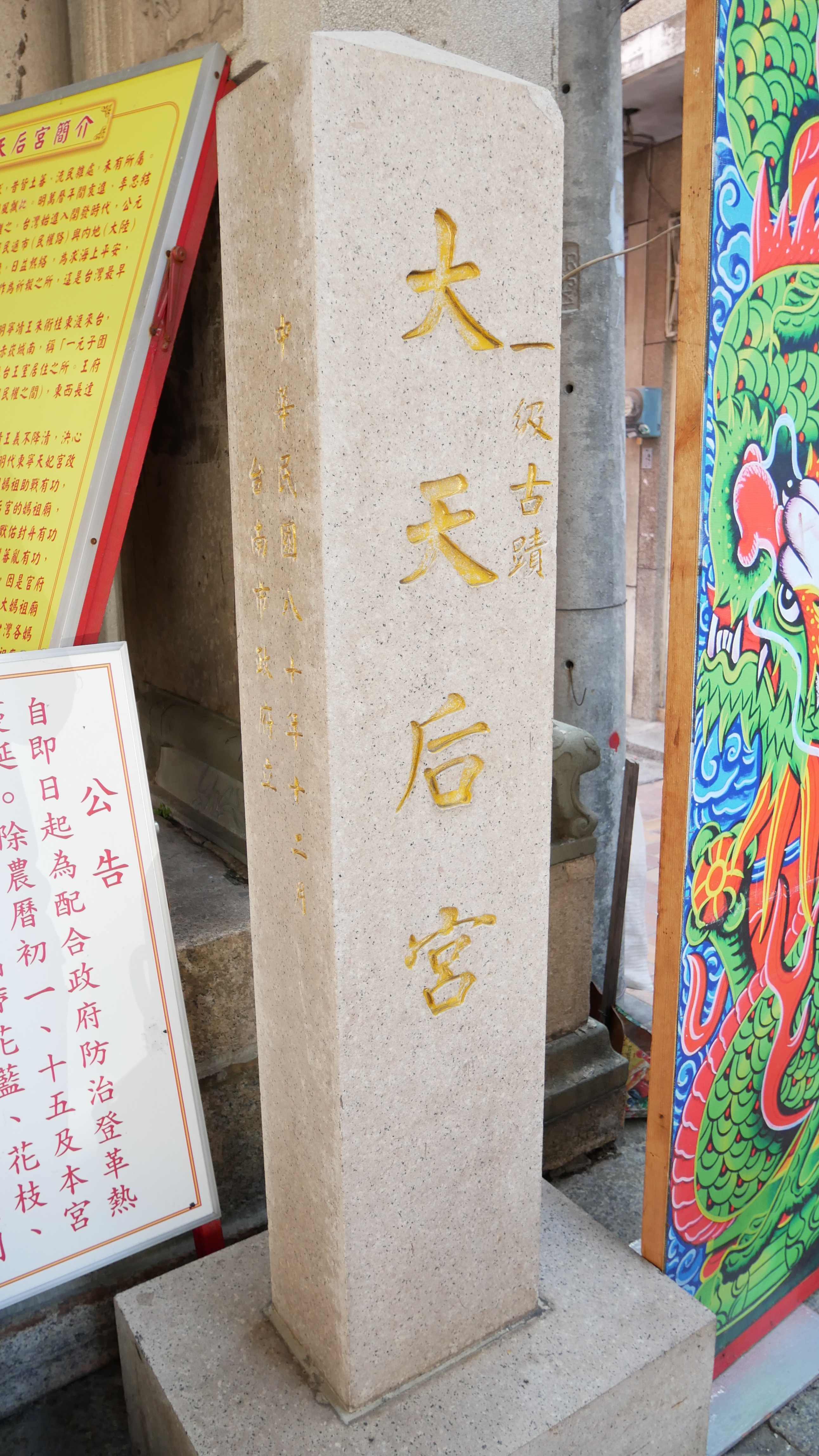
一級古蹟大天后宮碑（中華民國八十年（1991年）12月）

- 臺灣府城城門及城垣殘蹟（兌悅門、大東門、大南門、巽方砲台、小東門段城垣殘跡、東門段城垣殘跡、南門段城垣殘跡）

### 原 省轄第二級古蹟
- 台灣省
  - 滬尾礮臺 850819
  - 林本源園邸
  - 新莊廣福宮
  - 鄞山寺（汀州會館）
  - 理學堂大書院
  - 李騰芳古宅（李舉人古厝）
  - 鄭崇和墓
  - 道東書院
  - 元清觀
  - 恆春古城
  - 媽宮古城
  - 大武崙礮臺
  - 竹塹城迎曦門
  - 鄭用錫墓
  - 進士第（鄭用錫宅第）
  - 台南北極殿
  - 台南开元寺
  - 四草礮臺（鎮海城）
  - 臺南三山國王廟
  - 兌悅門 851127
  - 霧峰林宅
  - 馬興陳宅（益源大厝）
  - 聖王廟
  - 北港朝天宮
  - 笨港水仙宮
  - 南鯤鯓代天府
  - 鳳山龍山寺
  - 開基天后宮
  - 臺灣府城隍廟
  - 西嶼燈塔 870417
  - 原臺南地方法院 910419
  - 魯凱族好茶舊社 910524
  - 舊臺中車站 950422
  - 下淡水溪鐵橋 970402
- 福建省
  - 瓊林蔡氏祠堂 850819
  - 陳禎墓
  - 文臺寶塔
  - 水頭黃氏酉堂別業 881111
  - 陳健墓
  - 東犬燈塔
  - 金門朱子祠 911123
  - 虛江嘯臥碣群

### 原 省定古蹟
- 台灣省
  - 新竹火車站 980622
  - 槓子寮砲臺
  - 新竹州廳
  - 臺南火車站 981218

### 原 直轄市古蹟
臺北市
- 臺北公會堂 1080222

桃園市
- 白沙岬燈塔 1100510

臺中市
- 臺中州廳 1080425
- 路思義教堂 1080425

高雄市
- 旗後礮臺 1080222
- 打狗英國領事館及官邸 1080222